# Eretmapodites brevis
Eretmapodites brevis är en tvåvingeart som beskrevs av Edwards 1941. Eretmapodites brevis ingår i släktet Eretmapodites och familjen stickmyggor. Inga underarter finns listade i Catalogue of Life.